# Siedem dni w tygodniu
Siedem dni w tygodniu – polski krótkometrażowy film dokumentalny z 1988 roku, w reżyserii Krzysztofa Kieślowskiego.